# 中島保彦
中島 保彦（なかじま やすひこ、1921年11月17日 - 1984年2月9日）は、日本の画家。
自由美術協会会員から主体美術協会会員。日本美術会会員。1957年2月から翌年まで日本美術会の事務局長を務める。
いわき市立美術館に、「炭鉱地帯」（1960年）など、板橋区立美術館に、「溶鉱鑪」（1962年）などが収蔵されている。挿画、表紙画を描いた児童文学作品が多数ある。

## 経歴
- 1921年、東京・淀橋に生れる[1]。
- 1947年、日本共産党入党[1]。
- 1948年、自由美術展に出品[1]。
- 1949年、自由美術協会会員に推挙、日本美術会会員となる[1]。
- 1957年2月、日本美術会の事務局長となる（翌年まで）。委員長は、硲伊之助[2]。
- 1959年、安井賞新人展出品。翌年も[1]。
- 1960年、三井三池争議に現地参加支援[1]。
- 1964年8月、大野五郎、寺田政明、森芳雄、吉井忠、麻生三郎、中野淳ら38名で自由美術家協会を退会し、主体美術協会の結成に参加[3]。
- 1965年6月、準備責任者となった第1回展「主体展」を東京都美術館で開催[3]。
- 1972年から翌年まで日本美術会附属研究所「民美」所長[4]。
- 1985年1月、東京で遺作展開催[1]。

## 挿絵を描いた作品
- 『さよならを言わないで』（杉みき子、大日本図書、1971年）
- 『のうさぎとかあさん』（大野哲郎、ポプラ社、1974年）
- 『雪いろのペガサス』（儀府成一、理論社、1974年）
- 『三少年汽車にのる』（塚原健二郎、新日本出版社、1974年）
- 『信彦と新しい仲間たち』（上坂高生、童心社、1975年）
- 『お菓子の話』（儀府成一、理論社、1975年）
- 『終着駅の小鳥たち』（儀府成一、理論社、1976年）
- 『野うさぎ村の戦争』（植松要作、新日本出版社、1977年）
- 『みやざわけんじ物語』（さくらいのぶお、あすなろ書房、1979年）
- 『阿母やあい』（北畠八穂、偕成社、1979年）
- 『いのち生まれるとき』（早船ちよ、理論社、1982年）